# Acunniana procumbens
Acunniana procumbens ist die einzige Art der Pflanzengattung Acunniana in der Unterfamilie Asteroideae innerhalb der Familie der Korbblütler (Asteraceae).

## Beschreibung und Phänologie

### Vegetative Merkmale
Acunniana procumbens ist eine ausdauernde krautige Pflanze und erreicht Wuchshöhen von 30 bis 45, selten bis zu 100 Zentimetern. Es werden manchmal Wurzeln an den Knoten (Nodien) der Stängel gebildet. Die ausladenden bis niederliegenden Stängel weisen einen Durchmesser von 1 bis 2 Millimetern aus und sind steif, gerillt und anliegend weich behaart.
Die gegenständig am Stängel verteilt angeordneten Laubblätter sind in Blattstiel und Blattspreite gegliedert. Der Blattstiel ist mit einer Länge von 2 bis 5 Millimetern relativ kurz. Die einfache Blattspreite ist bei einer Länge von 2,5 bis 5,5 Zentimetern sowie bei einer Breite von 10 bis 35 Millimetern eiförmig bis lanzettlich mit keilförmiger bis gerundeter Spreitenbasis und spitzem oberen Ende. Die Blattränder sind grob gesägt, deren untersten beiden Zähne oft vergrößert und kurz blattlappenartig sind. Die beiden unterschiedlich gefärbten Blattflächen sind mäßig anliegend behaart. Es sind meist drei Hauptnerven vorhanden.

### Generative Merkmale
Die Blütenzeit reicht von Dezember bis Juni. Auf den Stängeln stehen endständig meist einzeln auf 1,5 bis 8 Zentimeter langen Korbschäften die körbchenförmigen Blütenstände.
Die Hüllen (Involucrum) enthalten die Hüllblätter in nur zwei Reihen. Alle Hüllblätter sind krautig, gekielt und bei einer Länge von 10 bis 11 Millimetern länger als die Scheibenblüten und lanzettlich mit mehr oder weniger spitzem bis oberen Ende sowie auf der Unterseite oder nur auf der Spitze weich anliegend behaart. Der Blütenstandsboden ist konvex. Die Spreublätter sind aufrecht, steif, gefaltet und gekielt, auf der Unterseite des oberen Bereichs rau. Die äußeren Spreublätter (die der Strahlenblüten) sind bei einer Länge von 8 bis 9 Millimetern lanzettlich. Die inneren Spreublätter (die der Scheibenblüten) bei einer Länge von etwa 8 Millimeter linealisch und der obere Bereich ist etwas ausgeweitet.
Die Blütenkörbe enthalten Zungenblüten und Röhrenblüten. Die fertilen weiblichen Zungenblüten (= Strahlenblüten) sind gelb, kahl, schwach geadert, 8 bis 11 Millimeter lang sowie selten 4 bis, meist 7 bis 9 Millimeter breit, mit einer kurz zwei- oder selten dreilappigen Zunge. Die funktional männlichen, fertilen Röhrenblüten (= Scheibenblüten) sind 10 bis 12 (8 bis 15) Millimeter lang und creme-gelb und kahl. Ihre Kronröhre endet in fünf Kronzipfel. Die Theken der Staubbeutel sind braun-schwarz. Der Griffel ist zweiästig.
Während der Fruchtzeit weist der Korb eine Höhe von etwa 8 Millimetern sowie einen Durchmesser von 10 bis 11 Millimetern auf. Die Achänen reifen von Januar bis April. Da die Scheibenblüten männlich sind, entwickeln Achänen sich nur bei den Strahlenblüten, also nur im äußeren Bereich des Korbs. Die glatten Achänen sind dreikantig, nicht geflügelt, bei einer Länge von 4 bis 4,5 Millimetern eiförmig, etwas abgeflacht, mit gerundetem oberen Ende in oberen Bereich spärlich sowie winzig, kurz fein behaart. Falls ein Pappus vorhanden ist, besteht er nur aus etwa drei Schuppen, die an ihrer Basi zu einem flachen Becher verwachsen sind, die in drei kleinen Zähnen endet.
Die Chromosomengrundzahl beträgt x =15; es liegt Diploidie vor, mit einer Chromosomenzahl von 2n = 30.

## Verbreitung
Acunniana procumbens kommt fast nur im australischen Northern Territory, hauptsächliche im westlichen bis zentralen Arnhem Land, vielleicht mit einem isolierten Standort in der Temple Bay, aber vielleicht auch in östlichen Cape-York-Halbinsel in Queensland (Orchard vermutet, dass die Herbarexemplare aus Queensland nicht wie auf den Belegen verzeichnet zu Apowollastonia longipes, sondern zu dieser Art Acunniana procumbens gehören).
Acunniana procumbens gedeiht an feuchten Standorten im grasigen Unterwuchs von Eucalyptus- und Melaleuca-Waldland.

## Systematik
Das Typusmaterial wurde 1818 durch Allan Cunningham gesammelt. Die Erstbeschreibung erfolgte 1836 unter dem Namen (Basionym) Wollastonia procumbens DC. in Prodromus Systematis Naturalis Regni Vegetabilis ..., Tomus 5, Seite 548. Die Gattung Acunniana Orchard wurde 2013 durch den australischen Botaniker Anthony Edward Orchard (* 22. Mai 1946), der am State Herbarium of South Australia tätig war, in The Wollastonia/Melanthera/Wedelia generic complex (Asteraceae: Ecliptinae), with particular reference to Australia and Malesia. In: Nuytsia, Volume 23, S. 430–431 aufgestellt. Der Gattungsname Acunniana ehrt den englischen Botaniker und Entdecker Allan Cunningham (1791–1839). Für die neue Gattung erfolgte für die einzige Art die Neukombination zu Acunniana procumbens (DC.) Orchard.
Weitere Synonyme für Acunniana procumbens (H.Lév. & Vaniot) Orchard sind: Moonia procumbens (DC.) Benth., Chrysogonum procumbens (DC.) F.Muell. Kein Synonym für diese Art ist Wedelia procumbens (Baker) B.L.Turner. Ein Homonym ist Acunniana procumbens auct., das ein Synonym von Apowollastonia longipes (Klatt) Orchard ist.
2013 bearbeitete Orchard den Wollastonia DC. ex Decne. / Melanthera Rohr / Wedelia Jacq. Gattungskomplex und damit die Subtribus Ecliptinae, dabei wurde der Umfang dieser Gattungen wesentlich geändert. Acunniana procumbens ist die einzige Art der Gattung Acunniana. Die Gattung Acunniana gehört zur Subtribus Ecliptinae aus der Tribus Heliantheae in der Unterfamilie Asteroideae innerhalb der Familie der Asteraceae. Die monotypische Gattung Acunniana ist mit der monotypische Gattung Indocypraea am nächsten verwandt.